# Ричард Лављег Срца
Ричард Лављег Срца (енгл. Richard Lionheart, фр. Richard Cœur de Lion; Оксфорд, 8. септембар 1157 — Шали, Лимузен, 6. април 1199) је био енглески краљ од 1189. до 1199. године. Био је син Хенрија II. Владао је и као Војвода Нормандије, Аквитаније и Гасконије, Гроф Кипра, владар Политијере, Анжуја, Мајине, Нанта и Надгроф Британије. Био је један од најважнијих крсташких предводника. Надимак Лавље Срце добио је по својој храбрости и одлучности.
Кренуо је 1190. у Трећи крсташки рат, заједно са француским краљем Филипом II Августом и немачким царем Фридрихом Барбаросом. У Свету земљу стигао је јуна 1191. године. По повратку из рата аустријски војвода Леополд V га је заробио у близини Беча. Из заробљеништва је пуштен 1194. пошто је прво платио 100.000 ондашњих марака.
За време његовог одсуства његов брат Јован је био спреман да му преузме трон, Ричард му је ипак опростио, па га чак прогласио и за наследника. У мају 1194. кренуо је у Француску где ратује против француског краља Филипа Августа и гине приликом опсаде замка Шализа.

## Детињство и младост

### Борбе синова против оца
Син је енглеског краља Хенрија II. Родитељи се растављају, а Ричард почиње владати војводством Аквитанијом захваљујући његовој мајци Елеонори Аквитанијској 1168, а Поатјеом 1172. Године 1170. његов старији брат Хенри Млади Краљ крунисан је као наследник. Ричард и његова браћа буне се против оца Хенрија II. Планирали су да збаце оца са престола и поставе на престо Хенрија Младог Краља.
Хенри II је напао два пута Аквитанију, а Ричард је био последњи од браће, који се још бунио. Ипак одбија да се бори лично против оца, па га моли за извињење и 1174. полаже нову заклетву оданости. Ричард се бунио против оца, јер није добијао моћи, а ни средстава.

### Побуна против Ричарда
У Аквитанији, а посебно Гаскоњи избија 1179. побуна против Ричарда. Постајао је све окрутнији, па су се побуњеници надали да ће га се решити. За Ричарда је кључни догађај било освајање готово неосвојиве тврђаве Тајебур. Та победа је Ричарду донела престиж вештог војног команданта, па многи побуњеници после тога изјављују лојалност Ричарду.

### Браћа против Ричарда
После победе над побуњеницима, поново се појављују напетости у односима са оцем од 1180. до 1183. године. Ричард одбија да призна принца Хенрија Младог Краља као наследника престола. Ричардова браћа су напала Аквитанију 1183. с циљем да Ричарда приведу послушности. Међутим Ричард је са својом војском успевао да одоли свим нападима, а осим тога је изузетно сурово погубио заробљенике. Принц Хенри Млади Краљ је умро јула 1183, па је конфликт накратко био заустављен. Поново узалудно нападају Ричарда све до 1186, када је умро још један Ричардов брат Жофроа. Ричард је постао најстарији син и тиме наследник круне, али још увек се борио са оцем Хенријем II.
Хенрик II је намеравао 1188. да преда Аквитанију најмлађем сину Јовану без Земље. Ричард је био принуђен да се удружи са француским краљем Филипом II Августом. У замену за Филипову помоћ Ричард је обећао да ће предати Нормандију и Анжу Филипу. Ричард је такође дао заклетву о вазалном положају Филипу новембра 1188. године. Ричард је покушао да 1189. сам преузме трон уз Филипову помоћ. Победио је Хенрија II, па је Хенри II именовао Ричарда наследником. Хенри је умро 6. јула 1189. а Ричард Лавље Срце постаје краљ 3. септембра 1189. године.

## Насиље против Јевреја
Кад је крунисан као краљ забранио је да Јевреји присуствују церемонији. Неки Јевреји су се ипак појавили са даровима на двору, па су батинама отерани. Раширила се вест да је Ричард Лавље Срце наредио да се побију сви Јевреји. Грађани Лондона су почели да убијају Јевреје. Почео је масакр. Многи су били претучени на смрт, оробљени, а било је и живих спаљених. Спаљено је много јеврејских кућа, а многи Јевреји су насилно покрштени. Много их је тражило склониште, а многи су и побегли.
Кад је Ричард схватио да такви напади дестабилизују краљевину у доба кад је он намеравао да иде у Свету земљу, наредио је да се казне одговорни за најгоре злочине. Издао је посебан краљевски декрет захтевајући да се Јевреји не дирају. Упркос томе насиље је поновљено марта 1190.

## Рани период власти
Ричард је критикован да је учинио јако мало за Енглеску. У Енглеској је само скупљао новац за крсташки рат и за походе у Француској. Током власти провео је само 6 месеци у Енглеској. Енглеска је била само мали део његових територија. Енглеска му је била важна само да може рећи да је краљ. Чак ни енглески није говорио, као ни остали енглески краљеви пре 14. века. Француски поседи су му били значајнији. У Енглеској је остављао представнике да владају у његово име.

## Ричард Лављег Срца у Трећем крсташком рату
Подстакнут Саладиновим освајањем Јерусалима 1187, Ричард је почео скупљати новац свуда за крсташки поход за своју углавном норманску војску. Потрошио је већину очеве благајне, подигао је порезе, продавао је службене положаје, права и земљу за новац. Рекао је да би чак и Лондон продао.
Он и Филип II Август су одлучили да заједно крену у крсташки поход, јер су се бојали да би онај који остане могао узети противничке територије. У Свету земљу је кренуо септембра 1189. године. 
Након што се помирио са папом, Фридрих Барбароса креће у трећи крсташки рат 1189. године. Крсташки рат предводе Французи под Филипом Августом. У походу су и Енглези под вођством Ричарда Лављег Срца. 

### Борба за Сицилију
У септембру 1190. стигао је на Сицилију. Краљ Вилијам II Сицилијански је умро 1189. године. Наследник је требало да буде Констанца Сицилијанска, удата за цара и немачког краља Хенрика VI. Међутим Танкред I Сицилијански се побунио и постао краљ Сицилије. Танкред је био омиљен од папе и обичних људи Сицилије, али имао је проблема са племством.
У цели сукоб се мешао и Ричард. Сестра Ричарда Лављег Срца је била краљица Јована, удовица краља Вилијама II Сицилијанског. Танкред ју је утамничио и није јој дао наслеђе, које је добила тестаментом. Ричард је захтевао да Танкред ослободи његову сестру.
Присуство две стране крсташке војске (енглеске и француске) изазвало је немире међу становништвом Сицилије. Током октобра 1190. становништво Месине се побунило и захтевало је да крсташи напусте Сицилију. На то је Ричард освојио Месину 4. октобра 1190. године. После освајања уследиле су пљачке и палежи. Ричард је у Месини успоставио базу и ту је боравио до марта 1191, када склапа споразум са Танкредом. По споразуму:
- Јована се ослобађа и добија наследство,
- Ричард и Филип признају Танкреда краљем Сицилије,
- Ричард проглашава Артура Бретањског својим наследником и
- Ричард је Танкреду предао мач, за који је рекао да је Екскалибур, мач краља Артура.

Тај споразум је изазвао побуну Ричардовог брата Јована без Земље, који се надао да ће он бити наследник.

### Освајање Кипра
На путу према Јерусалиму зауставио се током олујног невремена на Родосу у априлу 1191. године. Своју вереницу Беренгарију Наварску видео је само једном, неколико година пре венчања. Ричардова мајка је уговарала венчање са краљем Наваре, оцем Беренгарије. Кад је Беренгарија од Наваре са Ричардовом мајком и рођацима кренула за Ричардом десио им се бродолом крај Кипра. Ричард је на ту вест кренуо у мају са Родоса, али и његову флоту је захватило невреме.
Деспот Кипра Исак Комнин је заробио благо са потопљених бродова, а и Ричардову вереницу. Ричард је кренуо да их спаси. Ричардова флота је стигла 6. маја 1191. до Лимасола на Кипру. Ричард је заузео Лимасол. Деспот Кипра Исак Комнин Кипарски покушао је да заустави крсташе, али било је прекасно, па се вратио у Колоси. Исак је захтевао одлазак крсташа, па је уследио рат Ричарда и деспота Кипра Исака. Ричарду се придружио део племства Кипра незадовољног Исаковом влашћу. Ричардова војска је била већа и боље опремљена, тако да је Ричард победио.
Исак Комнин Кипарски се предао након Ричардовог обећања да га неће ставити у гвожђе. Међутим, Ричард га је оковао сребреним оковима. Ричард је постао владар Кипра. Кипар је постао одлична база, јер је био близу Свете земље, а није био изложен нападима муслимана. Ричард је попљачкао Кипар и побио све, који су му се супротстављали. Венчање Ричарда и Беренгарије Наварске било је 12. маја 1191. у Лимасолу. У јуну 1191. је кренуо према Светој земљи.

### Ричард у Акри
На Кипру Ричард Лављег Срца добијао је војну помоћ од Гија Лизињана. Ги је био краљ Јерусалима, али Јерусалим је био у рукама муслимана.
Ричард се искрцао у Акру у јуну 1191. године, те је одмах започео са опсадом. Акра је већ од 1189. под опсадом крсташа. По статистикама историчара, крсташи су направили прави град-логор који је окруживао Акру. Сматра се да је унутар логора било око 100.000 крсташа. Упркос бројности крсташа, град су бранили Саладинови најбољи војници. Узимајући у обзир и нападе Саладинове коњице из потаје на логор, сам град је било веома тешко освојити чак и са толиким људством. Поред свих мука које су преживљавали хришћански војници, почела је харати и куга која није заобишла ни оба краља. Јак и млад Ричард је убрзо преболео ову болест. Морал његове војске је био и више него велики. По наводима неких трубадура, Ричард је давао златник сваком свом витезу за сваки комад камена који је био изваљен са зидина града. Такође су његови војници били изузетно плаћени, па се дух из претходних крсташких ратова полако губио. Коначно пада и Акра у руке крсташа. Ту се Ричард посебно замерио једном од вођа Леополду V Аустријском. Као разлог сукоба наводи се заузеће једне градске куле од стране аустријских војника, али недуго затим Ричардови људи пред целом армијом скидају ту заставу и стављају енглеску. Леополд V Аустријски ће се касније осветити Ричарду. Са Филипом II Августом се посвађао око статуса Кипра и краљевстава Јерусалим. Филип је захтевао цели Кипар, што не добија, па љут и болестан од дизентерије напушта крсташки поход. Међутим, скоро целокупна француска војска остаје у Светој земљи. Ричард је имао највише квалитета, па привремено преузима контролу над Французима. Касније ће Французи наћи своје уточиште код грофа Конрада.
Ричард је имао 2600 заробљених муслимана као таоце помоћу којих је натерао Саладина, да испуни све обавезе предаје земље око Акре. Филип је своје заробљенике предао Конраду Монфератском, али Ричард је присилио Конрада да му преда заробљенике. Ричард се осећао одсеченим у Акри, па су му заробљеници били потребни као заштита. Међутим у налету нестрпљења убио је заробљенике.
Ричард је продао Кипар Темпларима, а они су га препродали Гију Лизињану. Ричард је прихватио избор Конрада Монфератског за краља Јерусалима. Међутим неколико дана касније непознате убице убијају Конрада. Доста сумње је падало на Ричарда.
Ричард је заузео Акру одличном тактиком, али одлазак француског краља био је велики ударац од кога се крсташи нису могли опоравити. Ричард је био принуђен да нареди повлачење, јер је знао да нема шансе да ослободи Јерусалим. С друге стране у Европи су Филип II Август и Јован без Земље почели да угрожавају Ричардове територије. На крају је склопио 2. септембра 1192. споразум са Саладином по коме:
- зидови Аскалона треба да буду уништени и
- хришћанима се допушта приступ и присуство у Јерусалиму.

## Ричардово заточеништво у Немачкој
Лоше време је присилило Ричарда Лављег Срца да пристане на Крфу, који је био део Византије. Цар Византије је био љут због Ричардове анексије Кипра, па Ричард бежи прерушен у пиратском броду са Крфа. Доживео је бродолом крај Аквилеје, па је био принуђен да крене на опасним копненим путем кроз централну Европу. Ишао је прерушен, али то му није помогло. Пред Божић 1192. између Беча и моравске границе војвода Леополд V Аустријски заробљава Ричарда и оптужује га за смрт Конрада.
Леополд га је предао немачком цару Хенрику VI. Немачки цар је тражио 150.000 марака откупа. То је био двогодишњи приход енглеске круне. Ричардова мајка је почела да позива на сакупљање новца за Ричардов откуп. Конфисковало се злато и сребро цркви, порези су постали изузетно високи, а свештеници су морали платити вредност четвртине својих имања. Цар је онда тражио 100.000 марака. Јован без Земље је нудио 80.000 марака, али да немачки цар држи Ричарда што дуже.
Коначно је Ричард ослобођен 4. фебруара 1194. године.

## Касније године и смрт
Током Ричардовог одсуства Јован без Земље је био близу преузимања трона. Кад се вратио Ричард му је ипак опростио и именовао га наследником.
Сукобио се са француским краљем Филипом II Августом. Рат у Француској је коштао много. Створио је велики број савезништава против француског краља. Војвода Фландријски, гроф Бургоње и краљ Наваре помагали су Ричарда Лављег Срца против француског краља. Успео је осигурати велико саксонско наслеђе за свог нећака Отона IV, који касније постаје краљ Немачке. Ричард је победио Филипа у мноштву битака.
Ричард Лављег Срца није погинуо у борби против Француза него у некој малој опсади једног побуњеничког замка. Није имао деце, па га је наследио брат Јован без Земље. Међутим, француске територије нису хтеле да прихвате Јована као законитог наследника, већ су прихватили његовог братића Артура од Бретање, сина његовог покојног брата Жофроа. Непостојање Ричардовог директног наследника је био први корак у распаду Анжујског царства. Иако су енглески краљеви наставили да полажу право на поседе у континенталном делу Европе, они више никада неће управљати територијама које је наследио Ричард Лављег Срца.
Кипар, кога је окупирао Ричард показао се као непроцењива база за одржање француског краљевства у Светој земљи.

## Породично стабло
|  |                                   |  |  |  |  |  |  |  |  |  |  |  |  |  |  |  |
|  | 16. Фулк IV Анжујски              |  |  |  |  |  |  |  |  |  |  |  |  |  |  |  |
|  |                                   |  |  |  |  |  |  |  |  |  |  |  |  |  |  |  |
|  |                                   |  |  |  |  |  |  |  |  |  |  |  |  |  |  |  |
|  | 8. Фулк I Јерусалимски            |  |  |  |  |  |  |  |  |  |  |  |  |  |  |  |
|  |                                   |  |  |  |  |  |  |  |  |  |  |  |  |  |  |  |
|  |                                   |  |  |  |  |  |  |  |  |  |  |  |  |  |  |  |
|  | 17. Бертрада од Монфорта          |  |  |  |  |  |  |  |  |  |  |  |  |  |  |  |
|  |                                   |  |  |  |  |  |  |  |  |  |  |  |  |  |  |  |
|  |                                   |  |  |  |  |  |  |  |  |  |  |  |  |  |  |  |
|  | 4. Жофруа Плантагенет, гроф Анжуа |  |  |  |  |  |  |  |  |  |  |  |  |  |  |  |
|  |                                   |  |  |  |  |  |  |  |  |  |  |  |  |  |  |  |
|  |                                   |  |  |  |  |  |  |  |  |  |  |  |  |  |  |  |
|  | 18. Ели I                         |  |  |  |  |  |  |  |  |  |  |  |  |  |  |  |
|  |                                   |  |  |  |  |  |  |  |  |  |  |  |  |  |  |  |
|  |                                   |  |  |  |  |  |  |  |  |  |  |  |  |  |  |  |
|  | 9. Ерменгарда Анжујска            |  |  |  |  |  |  |  |  |  |  |  |  |  |  |  |
|  |                                   |  |  |  |  |  |  |  |  |  |  |  |  |  |  |  |
|  |                                   |  |  |  |  |  |  |  |  |  |  |  |  |  |  |  |
|  | 19. Matilda of Château-du-Loir    |  |  |  |  |  |  |  |  |  |  |  |  |  |  |  |
|  |                                   |  |  |  |  |  |  |  |  |  |  |  |  |  |  |  |
|  |                                   |  |  |  |  |  |  |  |  |  |  |  |  |  |  |  |
|  | 2. Хенри II Плантагенет           |  |  |  |  |  |  |  |  |  |  |  |  |  |  |  |
|  |                                   |  |  |  |  |  |  |  |  |  |  |  |  |  |  |  |
|  |                                   |  |  |  |  |  |  |  |  |  |  |  |  |  |  |  |
|  | 20. Вилијам Освајач               |  |  |  |  |  |  |  |  |  |  |  |  |  |  |  |
|  |                                   |  |  |  |  |  |  |  |  |  |  |  |  |  |  |  |
|  |                                   |  |  |  |  |  |  |  |  |  |  |  |  |  |  |  |
|  | 10. Хенри I                       |  |  |  |  |  |  |  |  |  |  |  |  |  |  |  |
|  |                                   |  |  |  |  |  |  |  |  |  |  |  |  |  |  |  |
|  |                                   |  |  |  |  |  |  |  |  |  |  |  |  |  |  |  |
|  | 21. Матилда Фландријска           |  |  |  |  |  |  |  |  |  |  |  |  |  |  |  |
|  |                                   |  |  |  |  |  |  |  |  |  |  |  |  |  |  |  |
|  |                                   |  |  |  |  |  |  |  |  |  |  |  |  |  |  |  |
|  | 5. Матилда од Енглеске            |  |  |  |  |  |  |  |  |  |  |  |  |  |  |  |
|  |                                   |  |  |  |  |  |  |  |  |  |  |  |  |  |  |  |
|  |                                   |  |  |  |  |  |  |  |  |  |  |  |  |  |  |  |
|  | 22. Малколм III Шкотски           |  |  |  |  |  |  |  |  |  |  |  |  |  |  |  |
|  |                                   |  |  |  |  |  |  |  |  |  |  |  |  |  |  |  |
|  |                                   |  |  |  |  |  |  |  |  |  |  |  |  |  |  |  |
|  | 11. Матилда од Шкотске            |  |  |  |  |  |  |  |  |  |  |  |  |  |  |  |
|  |                                   |  |  |  |  |  |  |  |  |  |  |  |  |  |  |  |
|  |                                   |  |  |  |  |  |  |  |  |  |  |  |  |  |  |  |
|  | 23. Маргарета Шкотска             |  |  |  |  |  |  |  |  |  |  |  |  |  |  |  |
|  |                                   |  |  |  |  |  |  |  |  |  |  |  |  |  |  |  |
|  |                                   |  |  |  |  |  |  |  |  |  |  |  |  |  |  |  |
|  | 1. РРичард Лављег Срца            |  |  |  |  |  |  |  |  |  |  |  |  |  |  |  |
|  |                                   |  |  |  |  |  |  |  |  |  |  |  |  |  |  |  |
|  |                                   |  |  |  |  |  |  |  |  |  |  |  |  |  |  |  |
|  | 24. Вилијам VIII Аквитански       |  |  |  |  |  |  |  |  |  |  |  |  |  |  |  |
|  |                                   |  |  |  |  |  |  |  |  |  |  |  |  |  |  |  |
|  |                                   |  |  |  |  |  |  |  |  |  |  |  |  |  |  |  |
|  | 12. Вилијам IX Аквитански         |  |  |  |  |  |  |  |  |  |  |  |  |  |  |  |
|  |                                   |  |  |  |  |  |  |  |  |  |  |  |  |  |  |  |
|  |                                   |  |  |  |  |  |  |  |  |  |  |  |  |  |  |  |
|  | 25. Хилдегарда Бургундска         |  |  |  |  |  |  |  |  |  |  |  |  |  |  |  |
|  |                                   |  |  |  |  |  |  |  |  |  |  |  |  |  |  |  |
|  |                                   |  |  |  |  |  |  |  |  |  |  |  |  |  |  |  |
|  | 6. Вилијам X Аквитански           |  |  |  |  |  |  |  |  |  |  |  |  |  |  |  |
|  |                                   |  |  |  |  |  |  |  |  |  |  |  |  |  |  |  |
|  |                                   |  |  |  |  |  |  |  |  |  |  |  |  |  |  |  |
|  | 26. Вилијам IV од Тулуза          |  |  |  |  |  |  |  |  |  |  |  |  |  |  |  |
|  |                                   |  |  |  |  |  |  |  |  |  |  |  |  |  |  |  |
|  |                                   |  |  |  |  |  |  |  |  |  |  |  |  |  |  |  |
|  | 13. Филипа Тулуска                |  |  |  |  |  |  |  |  |  |  |  |  |  |  |  |
|  |                                   |  |  |  |  |  |  |  |  |  |  |  |  |  |  |  |
|  |                                   |  |  |  |  |  |  |  |  |  |  |  |  |  |  |  |
|  | 27. Emma of Mortain               |  |  |  |  |  |  |  |  |  |  |  |  |  |  |  |
|  |                                   |  |  |  |  |  |  |  |  |  |  |  |  |  |  |  |
|  |                                   |  |  |  |  |  |  |  |  |  |  |  |  |  |  |  |
|  | 3. Елеонора од Аквитаније         |  |  |  |  |  |  |  |  |  |  |  |  |  |  |  |
|  |                                   |  |  |  |  |  |  |  |  |  |  |  |  |  |  |  |
|  |                                   |  |  |  |  |  |  |  |  |  |  |  |  |  |  |  |
|  | 28. Boson II of Châtellerault     |  |  |  |  |  |  |  |  |  |  |  |  |  |  |  |
|  |                                   |  |  |  |  |  |  |  |  |  |  |  |  |  |  |  |
|  |                                   |  |  |  |  |  |  |  |  |  |  |  |  |  |  |  |
|  | 14. Амори I, виконт од Шатлроа    |  |  |  |  |  |  |  |  |  |  |  |  |  |  |  |
|  |                                   |  |  |  |  |  |  |  |  |  |  |  |  |  |  |  |
|  |                                   |  |  |  |  |  |  |  |  |  |  |  |  |  |  |  |
|  | 29. Alienor de Thouars            |  |  |  |  |  |  |  |  |  |  |  |  |  |  |  |
|  |                                   |  |  |  |  |  |  |  |  |  |  |  |  |  |  |  |
|  |                                   |  |  |  |  |  |  |  |  |  |  |  |  |  |  |  |
|  | 7. Енора од Шатлроа               |  |  |  |  |  |  |  |  |  |  |  |  |  |  |  |
|  |                                   |  |  |  |  |  |  |  |  |  |  |  |  |  |  |  |
|  |                                   |  |  |  |  |  |  |  |  |  |  |  |  |  |  |  |
|  | 30. Barthelemy de L'Isle Bouchard |  |  |  |  |  |  |  |  |  |  |  |  |  |  |  |
|  |                                   |  |  |  |  |  |  |  |  |  |  |  |  |  |  |  |
|  |                                   |  |  |  |  |  |  |  |  |  |  |  |  |  |  |  |
|  | 15. Дангероса од Лил Бушара       |  |  |  |  |  |  |  |  |  |  |  |  |  |  |  |
|  |                                   |  |  |  |  |  |  |  |  |  |  |  |  |  |  |  |
|  |                                   |  |  |  |  |  |  |  |  |  |  |  |  |  |  |  |
|  | 31. Gerberge de Blaison           |  |  |  |  |  |  |  |  |  |  |  |  |  |  |  |
|  |                                   |  |  |  |  |  |  |  |  |  |  |  |  |  |  |  |
|  |                                   |  |  |  |  |  |  |  |  |  |  |  |  |  |  |  |